# Julia Walter
Julia Walter (* 1984 in Erfurt) ist eine deutsche Regisseurin und Drehbuchautorin.

## Werdegang
Julia Walter studierte zunächst Literaturwissenschaft und Philosophie und arbeitete im Anschluss als Regieassistentin unter anderem für Jan Markus Linhof und Oliver Mielke. 
2010 nahm sie ihr Regiestudium an der Hochschule für Fernsehen und Film München auf und realisierte bis heute vier Kurzfilme. 
Ihre Kurzfilme waren auf nationalen und internationalen Filmfestivals vertreten und gewannen zahlreiche Preise. Ihr Kurzfilm Job Interview ist bislang Julia Walters erfolgreichster Film. Darüber hinaus wurde er als Teil des Next Generation Short Tiger Programms 2014 von German Films in Cannes präsentiert.

## Filmografie
- 2015 Bunt Bleiben (Werbefilm, 41 Sek.)
- 2014 Gartenfeind (Kurzspielfilm, 15 Min.)
- 2014 WIR SIND VIELE. (Social Spots und Kampagne, 2x 90 Sek., 3 Min. 15 Sek.)
- 2013 Job Interview (Kurzspielfilm, 10 Min.)
- 2012 Martha und Karl (Kurzspielfilm, 8 Min.)
- 2010 Herr Schneider (Kurzspielfilm, 5 Min.)